# HD 2039
HD 2039 é uma estrela na constelação de Phoenix. Tem uma magnitude aparente visual de 8,99, sendo invisível a olho nu. De acordo com medições de paralaxe pela sonda Gaia, está localizada a cerca de 280 anos-luz (86 parsecs) de distância da Terra.
Esta é uma estrela evoluída de classe G classificada com um tipo espectral de G2/3IV/V. No diagrama HR, encontra-se cerca de 0,6 magnitudes acima da sequência principal. Modelos evolucionários indicam que HD 2039 tem uma massa de aproximadamente 1,19 vezes a massa solar e um raio de 1,4 vezes o raio solar, com uma idade estimada em 4,4 bilhões de anos. Está irradiando 2,1 vezes a luminosidade solar de sua fotosfera a uma temperatura efetiva de 5 890 K, e possui uma velocidade de rotação projetada de 3,2 km/s. Sua metalicidade é muito alta, com cerca do dobro da concentração de ferro do Sol. Esta estrela possui um baixo nível de atividade cromosférica e é fotometricamente estável.
HD 2039 foi adicionada em 1999 ao programa de busca por planetas extrassolares do Anglo-Australian Planet Search, com base em sua alta metalicidade. Entre outubro de 1999 e agosto de 2002, ela foi observada 36 vezes pelo espectrógrafo UCLES, no Telescópio Anglo-Australiano, revelando uma variação na sua velocidade radial consistente consistente com a presença de um planeta gigante em órbita (espectroscopia Doppler). A estrela continuou sendo monitorada pelo instrumento, e em 2006 foi publicada uma solução orbital atualizada, criada a partir de 46 dados de velocidade radial de até julho de 2005. O objeto é um gigante gasoso massivo com uma alta massa mínima de 6 vezes a massa de Júpiter, em uma órbita altamente excêntrica com um período de 1120 dias e uma excentricidade de 0,72. Esse tipo de planeta, conhecido como Júpiter excêntrico, é relativamente comum e representa uma fração significativa dos primeiros exoplanetas descobertos.
| Planeta | Massa           | Semieixo maior (UA) | Período orbital (dias) | Excentricidade |
| ------- | --------------- | ------------------- | ---------------------- | -------------- |
| b       | >6,11 ± 0,82 MJ | 2,23 ± 0,13         | 1120 ± 23              | 0,715 ± 0,046  |